# Vasikkasaari (ö i Finland, Kymmenedalen, Kouvola, lat 61,14, long 26,14)
Vasikkasaari är en ö i Finland. Den ligger i sjön Konnivesi och i kommunen Itis i den ekonomiska regionen  Kouvola ekonomiska region  och landskapet Kymmenedalen, i den södra delen av landet, 130 km nordost om huvudstaden Helsingfors. Öns area är 23,8 hektar och dess största längd är 1 kilometer i nord-sydlig riktning.